# Distrito congresional at-large de Puerto Rico
El Distrito Congresional At-large es un distrito congresional que elige a un Representante para la Cámara de Representantes de los Estados Unidos por el estado libre asociado de Puerto Rico. El distrito congresional abarca a todo el territorio de Puerto Rico. Según la Oficina del Censo, en 2011 el distrito tenía una población de 3 742 586 habitantes.

## Geografía
El Distrito Congresional At-large se encuentra ubicado en las coordenadas 18°13′4″N 66°24′39″O / 18.21778, -66.41083.

## Demografía
Según la Oficina del Censo de los Estados Unidos, en 2011 había 3 742 586 personas residiendo en el Distrito Congresional At-large. De los 3 742 586 habitantes, el distrito estaba compuesto por 3 065 079 (81.9%) blancos; de esos, 2 695 914 (72%) eran blancos no latinos o hispanos. Además 274 200 (7.3%) eran afroamericanos o negros, 7 554 (0.2%) eran nativos de Alaska o amerindios, 11 701 (0.3%) eran asiáticos, 77 (0%) eran nativos de Hawái o isleños del Pacífico, 376 859 (10.1%) eran de otras razas y 376 281 (10.1%) pertenecían a dos o más razas. Del total de la población 3 697 954 (98.8%) eran hispanos o latinos de cualquier raza; 10 423 (0.3%) eran de ascendencia mexicana, 3 575 040 (95.5%) puertorriqueña y 17 419 (0.5%) cubana. Además del inglés, había 3 705 160 (99%) personas de más cinco años que solamente hablaba el español en casa.
El número total de hogares en el distrito era de 1 230 093.  Del total de hogares en el distrito, el 6.7 eran parejas que no estaban casadas, mientras que el 0.2% eran parejas del mismo sexo. El promedio de personas por hogar era de 3.01.
En 2011 los ingresos medios por hogar en el distrito congresional eran de US$18 660, y los ingresos medios por familia eran de US$32 063. Los hogares que no formaban una familia tenían unos ingresos de US$35 249. El salario promedio de tiempo completo para los hombres era de US$22 529 frente a los US$22 117 para las mujeres. La renta per cápita para el distrito era de US$10 555. Alrededor del 41.7% de la población estaban por debajo del umbral de pobreza.